# توربازا کاتون
توربازا کاتون (به لاتین: Turbaza "Katun") یک منطقهٔ مسکونی در روسیه است که در جمهوری آلتای واقع شده‌است.